# Антуриум
Анту́риум (лат. Anthúrium) — род вечнозелёных растений семейства Ароидные, или Аронниковые (Araceae).
Латинское название рода образовано от древнегреческих слов, означающих «цветок» и «хвост».

## Ботаническое описание

### Жизненные формы
Травянистые вечнозелёные растения, иногда лазающие и очень редко древовидные. Антуриумы могут встречаться в различных формах, но главным образом это эпифиты, растущие на деревьях, с воздушными корнями, спускающимися до лесной подстилки дождевого тропического леса. Есть среди них много наземных видов, встречаются полуэпифиты, то есть растения, начинающие расти из семени в верхнем ярусе леса и затем дающие воздушные корни, спускающиеся до земли, или начинающие свою жизнь, как наземные растения, а затем, поднимаясь на дерево, превращающеся в эпифитов. Есть среди антуриумов и литофиты. Некоторые находятся в симбиотических отношениях с колониями рабочих муравьёв. У видов саванн стебель редуцирован; грубая толстая пластинка листа сравнительно узкая и сильно вытянутая, черешок очень короткий; в основании растения формируются воздушные корневые гнёзда с направленными вверх корневыми окончаниями, покрытыми веламеном.

### Стебли и листья
Стебли толстые, нередко укороченные и с укороченными междоузлиями, реже стебли удлинённые, длиной 15—30 см.
Листья разнообразной формы (лопатовидные, округлые, с тупыми вершинами) и рассечения (от цельных до сложнорассечённых). Черешки всегда с геникулумом. Листья располагаются в основном на концах стеблей, хотя наземные виды не имеют такой тенденции. Листья могут быть вертикальными или собранными в розетку, длиной до 100 см у некоторых видов (например, у Anthurium angamarcanum), а у Anthurium acutissimum даже до 118 см длиной. Поверхность листьев может быть матовой, полуглянцевой или глянцевой, структура листьев от кожистой до хрупкой, наподобие бумаги. В условиях влажного тропического леса листья антуриума обладают уникальной способностью поворачивать свои листья вслед за солнцем так, как подсолнечник поворачивает своё соцветие. В более сухой окружающей среде листья образуют розетку, наподобие птичьего гнезда, в которой скапливаются растительные остатки, позволяющие накапливать воду и получать натуральное удобрение. Наземные виды антуриумов и антуриумы-эпифиты часто имеют сердцевидную форму листьев; другие растут наподобие виноградной лозы с розетками ланцетовидных листьев; у третьих листья многоперистые.

### Соцветие и цветки

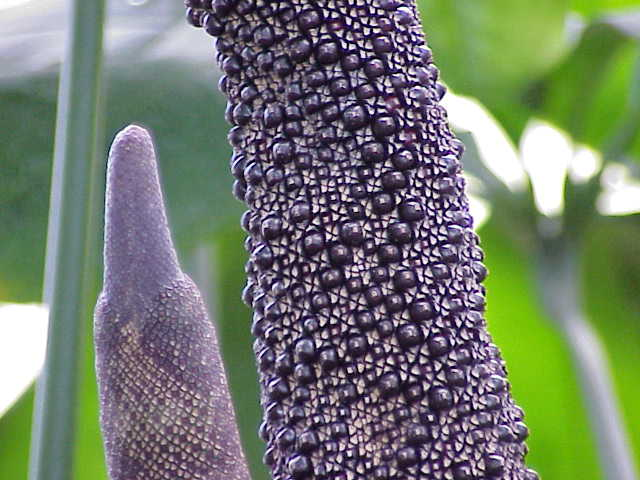
Соцветие

Покрывало соцветия чаще зелёное или белое, но нередко и ярко окрашенное, подобно околоцветнику, в красный, фиолетовый, розовый цвета, а может быть и разноцветным. По структуре покрывало может быть кожистым. Цвет покрывала может изменяться от бледно-зелёного до белого, розового, оранжевого или ярко-красного (как у антуриума Андре).
Соцветие — початок, который может быть булавовидной, конусовидной, спиралевидной или шаровидной формы и белого, зелёного, красного, розового, фиолетового цвета или комбинации этих цветов. Цветки плотно расположены на початке сериями спиралей и похожи на ромбы и квадраты. Цветки всегда обоеполые, обычно с четырёхчленным околоцветником и четырьмя тычинками; гинецей синкарпный; рыльце чаще дисковидное; завязь двухгнёздная, с 1—2 семязачатками в каждом гнезде.

### Цветение
Цветение антуриумов своеобразно. Во время женской фазы в цветках видны только рыльца, тычинки же скрыты в углублениях околоцветника и цветок выглядит женским. На рыльцах в это время появляются капли сладковатой вязкой жидкости, привлекающей опылителей. После того, как жидкость подсохнет и рыльце перестаёт воспринимать пыльцу, из-под сегментов околоцветника появляются тычинки. Достигая полного развития, они у некоторых видов сильно вытягиваются и закрывают рыльце. Иногда же после опыления тычинки быстро втягиваются к основанию околоцветника, и цветок снова выглядит женским. Продолжительность цветения антуриумов по наблюдениям американского исследователя Т. В. Кроата может длиться от нескольких часов до нескольких недель.
Цветки антуриума испускают множество ароматов, от едва ощутимого до очень сильного, приятного или зловонного, в зависимости от запросов опылителей. У разных видов антуриумов запахи различаются по химическому составу и появляются в разное время суток. Цветки антуриумов привлекают различных насекомых: пчёл, мух, жуков, ос.

### Плоды

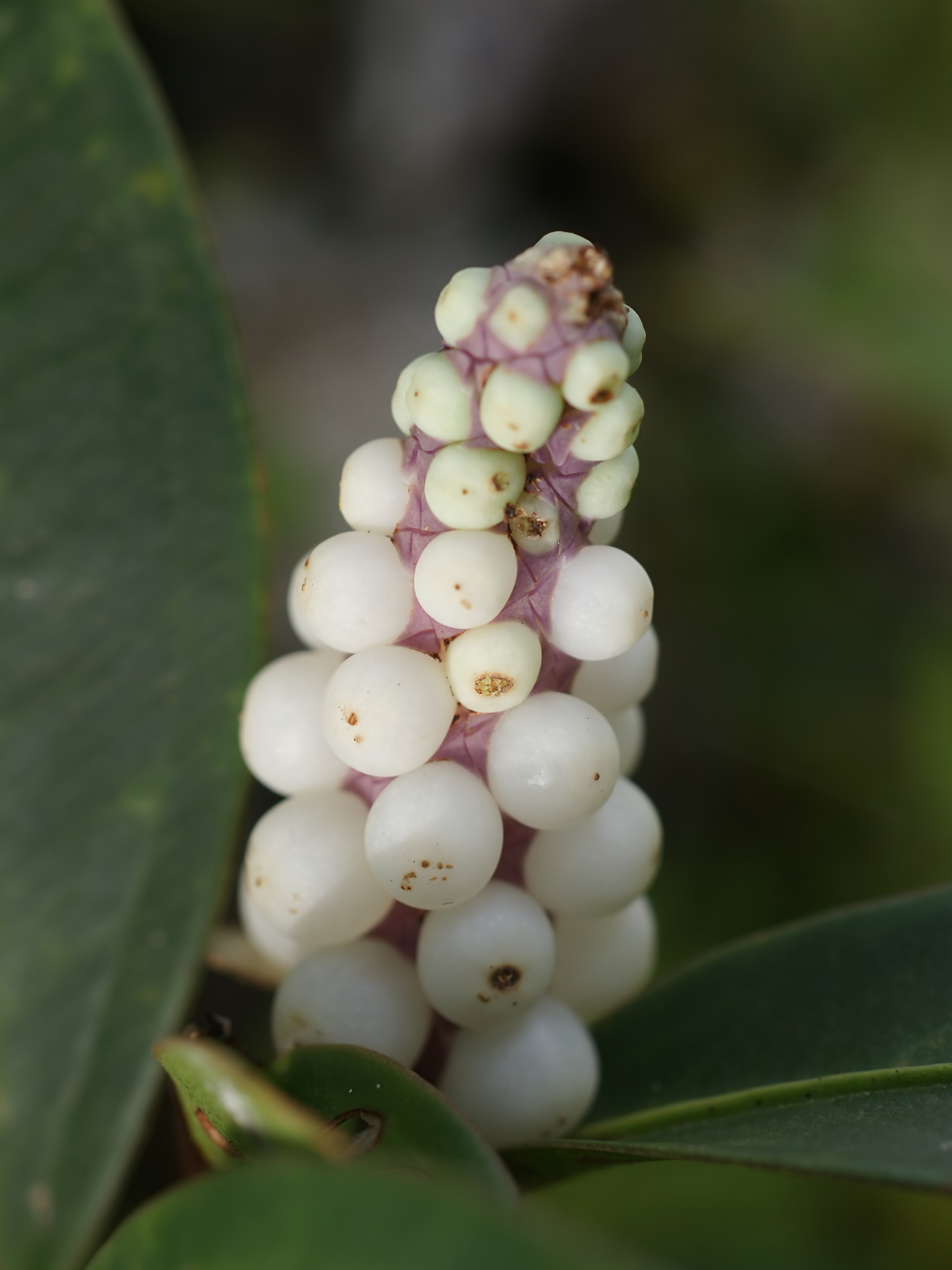
Плоды

Плоды — сочные, мясистые ягоды, содержащие от одного до множества семян. Цвет ягод от ярко-красного до чёрного, ягоды могут быть также двухцветными или полосатыми. Семена плосковыпуклые, с мясистым эндоспермом.
Ягоды разносятся обычно животными, преимущественно птицами. По мере созревания ягода как бы выдавливается из околоцветника и повисает на двух нитевидных полосках, закреплённых на частях околоцветника.

## Распространение и экология
Происходит из тропических и субтропических районов Центральной и Южной Америки. Северная граница ареала находится в Мексике, южная — в Парагвае и на севере Аргентины.
Антуриумы широко распространены в Андах Южной Америки и в Кордильерах Центральной Америки, от уровня океана до 3400 м над уровнем моря. Высокогорные виды в основном являются эпифитами. В нижнем поясе гор, на высотах 100—300 м над уровнем моря, распространена особая группа антуриумов, обитающих в саваннах.

## Культивирование
Известны декоративнолиственные, но большей частью красивоцветущие разновидности, получившие широкое коммерческое распространение. Культивируется большое количество сортов и форм, полученных на основе нескольких десятков видов и около сотни гибридов антуриумов. В культуре применяется как садовое, комнатное или срезочное декоративное растение. Растение капризное, скорее оранжерейное, чем комнатное. Дома его легче всего выращивать в террариуме.
Антуриумы требовательны к свету, теплу и влажности воздуха. Освещение должно быть ярким, но рассеянным. Температура воздуха летом 20—25 °C, зимой 16—18 °C. Полив регулярный мягкой водой, летом обильный, зимой умеренный. Почва должна быть постоянно влажной, но застоя воды растение не переносит. Воду с поддона необходимо сливать. Листья нужно часто опрыскивать и протирать влажной губкой. Для повышения влажности воздуха горшок помещают в поддон с мокрым мхом. Стебли также рекомендуется обкладывать влажным мхом, это стимулирует рост придаточных корней и облегчает уход за растением. Весной и летом антуриум подкармливают раз в две недели, чередуя органические удобрения с минеральными.
Размножают вегетативно или семенами.
Сок антуриумов ядовит.
Вредители: тля, щитовка. Молодые побеги и соцветия сильно поражаются тлей, поэтому летом рекомендуем раз в месяц производить профилактические опрыскивания против тли.

## Классификация

### Секции
Шотт в своей книге «Prodromus Systematis Aroidearum» в 1860 году сгруппировал известные тогда 183 вида в 28 секций. В 1905 году Энглер пересмотрел состав рода и разбил его на 18 секций. В 1983 году хорватский ботаник Шеффер создал следующие 19 секций:

| - Belolonchium - Calomystrium - Cardiolonchium - Chamaerepium - Cordatopunctatum - Dactylophyllium - Decurrentia - Digitinervium - Gymnopodium - Leptanthurium | - Pachyneurium - Polyphyllium - Polyneurium - Porphyrochitonium - Schizoplacium - Semaeophyllium - Tetraspermium - Urospadix - Xialophyllium |

### Виды
Возможно, самый многочисленный род своего семейства, современные источники насчитывают 926, другие (более старые) около 500:471:139 видов.
Из множества известных видов наибольшую известность получили несколько — популярных у цветоводов за свои декоративные качества:
- Anthurium andraeanum Linden ex André — Антуриум Андре, крупный вид, выращиваемый обычно в оранжереях, а также распространённый в комнатном цветоводстве
- Anthurium crystallinum Linden ex André — Антуриум хрустальный, декоративнолиственный вид
- Anthurium scherzerianum Schott — Антуриум Шерцера, наиболее распространённый комнатный вид

К другим известным видам относятся:
- Anthurium armeniense Croat — Антуриум армянский
- Anthurium bakeri Hook.f. — Антуриум Бакера
- Anthurium bellum Schott — Антуриум красивый
- Anthurium crassinervium (Jacq.) Schott — Антуриум толстожилковый, или  Антуриум перекрёстножилковый
- Anthurium digitatum (Jacq.) G.Don — Антуриум пальчатый
- Anthurium faustomirandae Pérez-Farr. & Croat
- Anthurium forgetii N.E.Br. — Антуриум Форгета
- Anthurium leuconeurum Lem. — Антуриум белонервный
- Anthurium × macrolobum W.Bull [syn.  Anthurium × dentatum Gentil — Антуриум зубчатый]
- Anthurium magnificum Linden — Антуриум отличный
- Anthurium obtusum (Engl.) Grayum
- Anthurium radicans K.Koch & Haage — Антуриум укореняющийся
- Anthurium regale Linden — Антуриум королевский
- Anthurium scandens (Aubl.) Engl. — Антуриум лазающий
- Anthurium veitchii Mast.txt= — Антуриум Вича
- Anthurium warocqueanum T.Moore — Антуриум Варока
- Anthurium willdenowii Kunth

## Фитотоксичность
Все части растения токсичны. Оно считается растением с умеренной токсичностью. Активными соединениями являются нерастворимые оксалаты кальция, которые вызывают раздражение полости рта и отек слизистой оболочки, а также слюнотечение, рвотные позывы и рвоту, если какая-либо часть растения пережевывается. Другие распространенные симптомы у животных включают затрудненное глотание, потирание морды лапой и тряску головой. Были зарегистрированы случаи у собак и кошек. 

## Предания и суеверия
Разводимые в декоративных целях дома антуриумы в России в быту иногда называют «мужским счастьем», и с ними связан ряд суеверий и примет. Согласно преданию, боги превратили в антуриум прекрасную девушку, бросившуюся в огонь из-за несчастной любви, и с тех пор эти цветы приносят счастье каждому достойному его мужчине.
В противоположность антуриуму спатифиллюм называют «женским счастьем». По легенде, богиня любви Астарта вдохнула в цветок частичку счастья, переполнявшего её в день свадьбы, чтобы цветок приносил счастье каждой девушке, поверившей в его силу. Одно из суеверий гласит, что если держать горшки с антуриумом и спатифиллюмом рядом или даже пересадить в один горшок, можно достигнуть гармонии в семейных отношениях. Однако эти растения требуют разных условий содержания.